# Personnages de Half-Life
Cet article présente la liste de tous les personnages de la série de jeux vidéo Half-Life.

## Half-Life

### Gordon Freeman
Gordon Freeman est le protagoniste principal du jeu qui est contrôlé par le joueur.

### G-Man
Le G-Man est un personnage mystérieux qui suit le joueur tout au long des épisodes du jeu.

### Isaac Kleiner
Le Dr Isaac Kleiner est l’archétype même du scientifique génial et tête-en-l’air. Ce fut le Dr Kleiner qui recommanda Gordon Freeman, dont il fut l’un des professeurs au MIT, pour être ensuite employé à Black Mesa. Rescapé de l’incident de Black Mesa avec Eli Vance, il est devenu ensuite l’un des principaux piliers de la rébellion contre le Cartel. Kleiner possède son propre laboratoire secret situé dans un vieux bâtiment de Cité 17 qu’un système de téléportation relie au laboratoire d’Eli Vance à Black Mesa Est. Kleiner possède un crabe de tête femelle auquel il a retiré le bec pour le garder comme animal de compagnie et qu’il nomme Lamarr en hommage à l’actrice et inventrice Hedy Lamarr.
Dans Half-Life 2: Episode One, Kleiner a détourné le système de propagande du Dr Breen et s’en sert pour transmettre un message d’information sur les écrans géants installés dans tout Cité 17. Il invite les habitants à évacuer la ville avant sa destruction imminente et à se préparer à la riposte du Cartel. Son intervention apporte également quelques touches humoristiques, comme lorsqu’il annonce dans un style particulièrement ampoulé que le champ de suppression du Cartel ne fonctionnant plus, l’instant est idéal pour procréer et prendre part au repeuplement de la Terre. Dans Half-Life 2: Episode Two, Kleiner s’est réfugié à White Forest, où il travaille sur la fusée spatiale du Dr Magnusson avec qui il ne s’entend guère.
Le personnage provient d’un des quatre modèles de scientifiques interchangeables de Half-Life et sa voix dans la version originale est celle de Harry S. Robins qui prêtait sa voix à tous les quatre.

## Half-Life: Opposing Force

### Adrian Shephard
Pour les articles homonymes, voir Shephard.
Adrian Shephard est caporal dans le corps des Marines affecté dans l'unité de combat en environnement hostile (UCEH) de la base militaire fictive de Santego en Arizona. Il fait partie des hommes envoyés résoudre l'incident du centre de recherche de Black Mesa, c'est-à-dire éliminer les intrus et réduire au silence les témoins (notamment un scientifique du nom de Gordon Freeman que le joueur incarne dans le jeu Half-Life). Cependant, au cours des évènements découlant de la résonance en chaîne, Adrian se retrouve séparé de son unité et livré à lui-même. À l'inverse des autres Marines, il coopère avec le personnel de Black Mesa (de plus en plus méfiant) pour tenter de sortir de Black Mesa vivant. Adrian Shephard et Gordon Freeman ne se rencontrent jamais dans le jeu.
Adrian Shephard n'a pas été revu dans Half-Life 2, Half-Life 2: Episode One ni Half-Life 2: Episode Two mais Gabe Newell n'exclut pas qu'il puisse revenir un jour.

## Half-Life: Decay

### Gina Cross et Colette Green
Les Drs Gina Cross et Colette Green sont les deux personnages principaux de Half-Life: Decay ; dans le jeu, Gina a une combinaison marron et Colette une combinaison rouge. Gina Cross est diplômée du Caltech et a un Ph.D. en physique appliquée, elle est à l’origine de la combinaison de protection HEV, et il est mentionné qu’elle a testé le prototype de la combinaison Mark V, bien que le lien avec la combinaison Mark V de Gordon Freeman dans Half-Life 2 n’est pas prouvé. Elle a aussi servi de modèle pour l’hologramme de la course d’obstacles de Black Mesa (mission d’entraînement). De son côté, Colette Green est diplômée de l’Université Carnegie-Mellon et possède un Ph.D. en électrotechnique.
Dans Half-Life: Decay, Gina Cross est celle qui achemine l’échantillon de cristal GG-388 pour l’expérience de Freeman dans la chambre de test. Elle rejoint ensuite Colette Green, venue tarer le spectromètre anti-masse à 105 %, Richard Keller et le Dr Rosenberg dans une salle sous la chambre de test lorsque l’expérience provoque la résonance en chaîne. Pour les besoins de l’expérience, Cross et Green avaient revêtu des combinaisons HEV similaires à celle de Freeman et décident de rester ensemble pour avoir plus de chances de survivre. Elles escortent le Dr Rosenberg à la surface pour qu’il appelle l’armée au secours du Centre, et par la suite, avec l’aide du Dr Richard Keller, parviennent à démarrer un processus pour empêcher la faille dimensionnelle d’atteindre une taille telle qu’elle ne puisse plus être refermée. Le destin de Cross et de Green, comme celui de leurs coéquipiers, est inconnu après Decay.
Bien que le sort de Gina Cross, comme celui de ses coéquipiers, soit inconnu après Half-Life: Decay, un corps ressemblant au sien peut être trouvé par Adrian Shephard dans Half-Life: Opposing Force près de l’un des téléporteurs vers Xen. Le nom pour le modèle de ce corps est « gina.mdl », ce qui peut laisser penser qu’il s’agit bien du cadavre de Gina Cross, mais ce corps peut très bien juste censé être celui d’un autre membre de l’équipe de recherche de Black Mesa. De plus, comme Opposing Force est sortie deux ans avant Decay, cela a pu ne pas être pris en considération.
Gina était initialement pensée pour être l'épouse de Gordon Freeman ainsi qu'un autre personnage jouable dans le jeu Half-Life original, mais cette idée a finalement été supprimée du jeu final.

### Richard Keller
Le Dr Richard Keller est un scientifique handicapé qui se déplace en fauteuil roulant et qui apparaît dans Half-Life: Decay. Keller est dépeint comme une personne capricieuse et narquoise dans le jeu, et il est laissé entendre qu’il aurait de la rancune envers son collègue le Dr Rosenberg. 
Superviseur des Drs Gina Cross et Colette Green, il est partiellement responsable de la catastrophe pour avoir permis au spectromètre anti-masse de fonctionner à une plus grande intensité que celle supportée malgré l’avertissement de Rosenberg, expliquant que c’est un ordre de l’Administrateur (Wallace Breen donc). Après la résonance en chaîne, Keller assiste les Drs Cross et Green en communiquant avec eux par radio pour les aider à refermer la faille dimensionnelle. Ils réussissent à déclencher un début de processus de reversement de la résonance en chaîne mais leurs destins après les évènements restent inconnus.

### Docteur Rosenberg
Le Dr Rosenberg, doublé par Jon St. John en anglais, est un chercheur du centre de recherche de Black Mesa à l’origine du premier projet de téléportation et concepteur du spectromètre anti-masse, effectuant ses recherches dans le Secteur des Matériaux Anormaux et dans le Secteur Lambda. 
Dans Half-Life: Decay, peu avant que l’expérience tourne au désastre, tandis que Gina Cross et Colette Green sont en train de recevoir les instructions du Dr Richard Keller dans la salle de contrôle de la chambre de test, Rosenberg les interrompt et exprime ses inquiétudes à Keller de pousser le spectromètre anti-masse au-dessus de 90 % de ses capacités (seuil de sécurité pour l’équipement). Cependant, Richard Keller le rassure et affirme que les ordres de l’Administrateur sont très clairs là-dessus et Colette Green règle le spectromètre anti-masse à 105 %. Lorsque l’expérience tourne au désastre, il part avec Green et Cross envoyer un signal de détresse à l’armée. Lorsqu’ils parviennent au centre de communication satellite à la surface, où ils parviennent à transmettre un signal de détresse, Rosenberg décide d’attendre les militaires sur place tandis que Green et Cross repartent assister le Dr Keller.
Dans Half-Life: Blue Shift, conscient que l’armée n’est pas venu sauver mais exterminer les témoins, il organise un autre plan pour s’échapper du complexe avec l’aide de quelques autres scientifiques, mais il tombe entre les mains des soldats. Libéré par Barney Calhoun, il confie à celui-ci son plan : utiliser le prototype de téléportation des anciens laboratoires pour se téléporter en sécurité hors de Black Mesa. Il amène Calhoun vers l’ancienne partie condamnée du complexe où deux autres scientifiques (Walter et Simmons) préparent déjà la machine. Après quelques péripéties, la machine est prête et Rosenberg, Calhoun et les deux scientifiques parviennent à se téléporter de justesse avant que les militaires n’investissent le laboratoire. Ils atterrissent à une sortie non surveillée de Black Mesa, prennent un SUV et quittent Black Mesa. Ce qu’il advient ensuite du Dr Rosenberg est inconnu, mais une des trois personnes avec qui il s’est évadé, Barney Calhoun, a survécu à l’incident et est retrouvée 20 ans plus tard à Cité 17 aux côtés de Gordon Freeman, ce qui semble indiquer que Rosenberg et les deux autres savants ont réussi à s’échapper de Black Mesa.

## Half-Life 2

### Chien
Chien, ou Dog dans la version originale, est un imposant robot construit par le Dr Eli Vance pour être le compagnon de jeu et le protecteur de sa fille Alyx. Il ne parle pas mais peut émettre des sons pour indiquer son humeur.
Il possède une force impressionnante qui lui permet par exemple de lancer des véhicules sur les ennemis ou de soulever certains objets pour que Gordon Freeman puisse se rendre dans des zones normalement inaccessibles.
Valve a annoncé que c’est au vu de l’affection des joueurs pour Chien, qu’il fut décidé que le robot serait la première chose qu’on aperçoit au début de Half-Life 2: Episode One. (dixit Bill Fletcher dans "Commentaires des développeurs" chapitre 1 de Half-Life 2: Episode 1)

### Odessa Cubbage
Le « colonel » Odessa Cubbage, doublé par John Patrick Lowrie, dirige un petit groupe de résistants posté dans un petit village renommé « New Little Odessa », sur une côte du littoral de la région de Cité 17. Lorsque Gordon Freeman, en route vers Nova Prospekt, arrive à New Little Odessa, il aide les forces d’Odessa Cubbage à repousser un hélicoptère du Cartel pendant que le « colonel » dirige prudemment les opérations depuis le sous-sol d’une maison.
Avant d’arriver à New Little Odessa, le joueur peut apercevoir au loin Cubbage parler avec le G-Man. Cubbage s’exprime dans la version originale avec un accent britannique et une diction aristocratique. Son modèle est basé sur le professeur d’arts martiaux de l’un des développeurs du jeu.

### Le Père Grégori
Le Père Grégori, doublé par Jim French en anglais, est un prêtre qui semble avoir basculé dans la folie après la destruction de sa ville, Ravenholm, dont tous les habitants, à part lui, ont été transformés en zombies. Il se consacre à sauver les âmes des habitants en éliminant les abominations qu’ils sont devenus au moyen de pièges en tous genres et d’un fusil, et ponctue cette œuvre de citations bibliques, de paroles consolatrices à l’intention de ses « ouailles », et de ricanements homériques.
Grégori aide Gordon Freeman par intermittence durant sa traversée de Ravenholm et, à la fin du chapitre, il l’accompagne jusqu’à un cimetière infesté de zombies qui permet de quitter la ville hantée. Freeman parti, on peut voir Grégori courir dans un tombeau dont l’entrée prend feu tandis qu’une horde de zombies l’encerclent.

### Judith Mossman
Judith Mossman, doublé par Michelle Forbes en anglais, est une physicienne qui travaille avec le Dr Eli Vance dans le laboratoire secret de Black Mesa Est. Ambitieuse et compétitive, elle exprime sa jalousie de n’avoir pas été à la place de Gordon Freeman à Black Mesa. Elle entretient des rapports houleux avec la fille d’Eli, Alyx Vance.
Mossman trahit la résistance en livrant la position de Black Mesa Est au Dr Breen, ce qui conduit à la capture d’Eli Vance par le Cartel et à la fuite de Freeman et d’Alyx. Vers la fin de Half-Life 2 elle retourne sa veste une seconde fois lorsqu’elle apprend que Wallace Breen veut condamner Eli et Alyx, et les libère. Dans Half-Life 2: Episode Two, on apprend au cours d’une transmission vidéo qu’elle a été rattrapée par les forces du Cartel pendant une mission à la recherche du Borealis, et Gordon Freeman et Alyx Vance projettent de partir à son secours.

### Résistance
La Résistance est un mouvement rebelle luttant contre la domination du Cartel sur Terre. La Résistance à Cité 17 est menée essentiellement par les Drs Eli Vance et Isaac Kleiner qui contrôlent également les recherches scientifiques des rebelles sur la téléportation, et par Barney Calhoun pour les opérations sur le terrain. La popularité de Gordon Freeman l’amène à prendre - plus ou moins volontairement - les rênes à la fin de Half-Life 2 en amenant plusieurs pelotons de rebelles à l’assaut du cartel.
Les résistants portent, une fois l’insurrection lancée, des vestes de type militaire, des bonnets de laine, et des brassards avec en guise d’insigne, le logo du complexe lambda. Les infirmiers de la résistance sont reconnaissables à leur brassard avec une croix rouge. Leur arme principale est le pistolet mitrailleur MP7, mais il leur arrive d’avoir des fusils à pompe et des fusils à impulsion. Les rebelles disposent de refuges sur l’autoroute 17 et dans Cité 17.
Les résistants masculins sont doublés en anglais par John Patrick Lowrie, et les résistantes féminines par Mary Kae Irvin.

## Half-Life 2: Episode Two

### Arne Magnusson
Le Dr Arne Magnusson, doublé par John Aylward en anglais, fait partie des scientifiques rescapés de Black Mesa. Il dirige la base secrète de White Forest où il travaille également sur une fusée spatiale qui devrait permettre de neutraliser la tempête de portails. Il est également l’inventeur des « Magnussons », bombes magnétiques très efficaces se fixant sur les striders dont il prétend que le nom a été donné contre son gré par ses collaborateurs.
Arrogant et égocentrique, il interrompt constamment les conversations de ses collaborateurs pour lancer des ordres. Il manifeste une irritation envers Gordon Freeman dont la popularité le rend jaloux. Malgré ses manières, Alyx Vance semble avoir de l’affection pour lui, et les Vortigaunts lui portent un respect qui va jusqu’à répéter ses tournures de langage. Son assistant, Uriah, est d’ailleurs la seule de ces créatures à porter des vêtements, à savoir une blouse de laboratoire.
D’après ses paroles dans Half-Life 2: Episode Two, Magnusson serait le scientifique présent dans la salle de repos de Black Mesa dans Half-Life et à qui on peut gâcher son repas en train de cuire dans un micro-ondes.

### Griggs et Sheckley
Griggs et Sheckley apparaissent dans Half-Life 2: Episode Two au cœur d’une mine désaffectée mitoyenne des grottes de fourmilions. Réfugiés dans un carrefour souterrain, ils passent leur temps à scruter anxieusement les tunnels et à repousser les monstres à l’aide de fusils, de mines sauteuses et de mitrailleuses automatiques montées qu’ils ont d’ailleurs repeintes avec des motifs pittoresques. Les deux personnages forment un duo comique dont les répliques fusent même au milieu des combats. Griggs et Scheckley survivent au passage de Freeman et des centaines de fourmilions à sa poursuite mais restent dans leur grotte.

## PortaletPortal 2

### Chell
Chell est la protagoniste muette des jeux Portal et Portal 2.  On peut trouver des notes sur sa personnalité dans la bande dessinée Lab Rat. Il est possible de découvrir plusieurs documents dans son dossier personnel. À la question « Pourquoi Aperture Science devrait-il vous accepter en tant que chercheur bénévole et est-ce que quelqu'un déposerait un rapport de police si vous disparaissiez ? » (« Why should Aperture Science accept you as a research volunteer and would anyone file a police report if you sent missing? »), il est noté comme réponse « Note RH : Le sujet a refusé de répondre. » (« HR Note: Subject refused to answer. »). Suivi d'un code en binaire qui traduit donne « The cake is a lie. ». Elle a réussi son test de ténacité à 99 %, elle est « anormalement persistante » et « n'abandonne jamais. Jamais ». Elle fut enregistrée comme « Sujet de test 1498 », puis modifié en « Sujet de test 1 ».

### Wheatley
Wheatley est un processeur qui à l'origine était implanté sur GLaDOS pour la rendre plus docile, en réduisant sa capacité cognitive en générant sans interruption des idées idiotes. Wheatley fut plus tard débranché de GLaDOS et implanté sur un rail qui traverse le complexe d'Aperture Science. Il est chargé de superviser les 10 000 sujets de test en cryostase. 
Il essaiera plus tard d'aider Chell à s'échapper d'Aperture mais échouera en réveillant GLaDOS en activant par erreur tous les disjoncteurs d'Aperture alors qu'il cherchait celui du module d'évacuation. Pendant que Chell est en train de faire des tests, Wheatley ouvre la salle de test sur les zones de maintenance et renouvelle son aide. À l'aide de Chell, il coupe la production de neurotoxines et la production de tourelles de GLaDOS. Ils iront à la rencontre de cette dernière et Chell va mettre Wheatley à la place de GLaDOS dans le corps de celle-ci. Wheatley était à l'origine censé s'évader avec Chell en activant un ascenseur vers la surface. Mais celui-ci, dans le corps de GLaDOS, s'enorgueillit vite et ne veut plus laisser Chell partir. Il se vante d'avoir tout fait pour neutraliser GLaDOS, alors que c'est Chell qui a fait tout le travail. GLaDOS lui évoque alors ses origines et celui-ci s'énerve et expédie Chell et GLaDOS dans les sous-sols d'Aperture. En remontant dans la zone de tests dont Wheatley est responsable, Chell et GLaDOS s’aperçoivent que Wheatley ne s'est pas occupé d'une maintenance cruciale qui empêche le centre d'exploser et que ses travaux ont été d'une grande inutilité. Il a par exemple créé un hybride entre une tourelle et un cube pour que les cubes marchent seuls sur les boutons, ce qui ne fonctionne pas. Dans le corps de GLaDOS, Wheatley doit tester sans quoi il ressent une sensation de mal-être. Il essaiera à plusieurs reprises de tuer le joueur. Chell finira par s'échapper avec GLaDOS et atteindre jusqu'à la salle où se trouve le corps de Wheatley/GLaDOS. Chell brancha plusieurs processeurs corrompus sur Wheatley pour pouvoir déclencher un transfert de cœur manuel. Wheatley l'en empêche au dernier moment en déclenchant une explosion pour l'éloigner au maximum du bouton de temporisation. Chell survit à l'explosion et crée un  portail sur la Lune qui a pour effet de la happer avec Wheatley dans l'espace. GLaDOS expulse Wheatley dans l'espace et ramène Chell dans le centre. À la fin du jeu, Wheatley dit qu'il aimerait retourner en arrière pour s'excuser auprès de Chell.

### Cave Johnson
Fondateur d'Aperture Science, l'entreprise dans les laboratoires abandonnés de laquelle les  évènements de Portal et Portal 2 se déroulent. Johnson est décédé depuis longtemps, mais ses messages enregistrés ponctuent les épreuves de Portal 2 et offrent une biographie accélérée du personnage et un aperçu de ses méthodes scientifiques et managériales expéditives. Quelques portraits du personnage sont aussi visibles dans les bureaux. Johnson est mort d'empoisonnement après avoir été en contact avec des roches lunaires et avant d'avoir pu transférer sa personnalité dans une machine comme il en rêvait. C'est sa fidèle secrétaire Caroline qui « deviendra » GLaDOS à sa place.